# Oméga culbuté
Cette page contient des caractères spéciaux ou non latins. S’ils s’affichent mal (▯, ?, etc.), consultez la page d’aide Unicode.
L’oméga culbuté, est un symbole phonétique qui est utilisée dans certaines transcriptions phonétiques dont la transcription Lyttkens-Wulff ou la transcription de l’Ordbog over det danske Sprog. Elle a la forme culbutée de l’oméga. 

## Utilisation
L’oméga culbuté ‹ ω › est utilisé comme symbole phonétique dans la Transcription phonétique Lyttkens-Wulff pour représenter le o des mots suédois visor, dockor, skolor.
L’Ordbog over det danske Sprog, publié de 1919 à 1956, utilise l’oméga culbuté ‹ ω › pour représenter la voyelle ouverte postérieure arrondie [ɒ]. La version numérique utilise plutôt l’oméga ‹ ω ›. Dans la transcription Dania, cette voyelle est représentée par la ligature ao ‹ ꜵ ›.

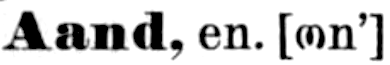
« Aand » et sa prononciation [ωnʼ] dans l’Ordbog over det danske Sprog, volume 1, 1919.

Bernard Bloch et George L. Trager ont proposé le symbole oméga culbuté, ou alternativement l’oméga point suscrit.

## Représentations informatiques
Le oméga culbuté n’est pas inclus dans un codage informatique standard.
Dans certaines polices de caractère, la lettre géorgienne minuscule on ‹ ო › ressemble à l’oméga culbuté.